# Hans John (Maler)
Hans John (* 22. November 1888 in Berlin-Tegel; † 18. Oktober 1973 in Bad Nauheim) war ein deutscher Maler, Zeichner, Radierer und Illustrator. Seine Werke werden der Neuen Sachlichkeit zugeordnet. Die  häufigsten Motive sind Insekten, Pflanzen, Porträts und Ansichten von Bad Nauheim und Umgebung.

## Leben
Hans John wuchs in Berlin auf. 1909 schrieb er sich an der Königlichen Kunstakademie in Berlin ein. Hier erwarb er das Examen als Zeichenlehrer für Höhere Schulen und Lehrerfortbildungsanstalten.
Bis zum Ausbruch des Ersten Weltkrieges betrieb er sein eigenes Atelier in Berlin, bis man ihn als Sanitäts-Unteroffizier in die Wehrmacht einzog. In dieser Zeit entstanden zahlreiche Zeichnungen und Skizzen seiner Kriegseindrücke aus Russland und Frankreich.
Nach 1918 arbeitet er zunächst als Zeichenlehrer in Berlin-Steglitz und in seinem eigenen Atelier. Bis 1939 folgten mehrere Ausstellungen im Steglitzer-Rathaus. Zugleich entstanden erste entomologische Studien.
Wegen seiner herausragenden entomologischen Darstellungen wurde er 1925 wissenschaftlicher Mitarbeiter am Deutschen Entomologischen Institut der Kaiser-Wilhelm-Gesellschaft in Berlin-Dahlem. Hier entstanden zahlreiche wissenschaftlich nutzbare Zeichnungen und Kupferstiche. Johns Bilder werden noch heute weltweit, zumeist online, angeboten.
1936 trat Hans John dem Verein Berliner Künstler bei, dem er bis zu seinem Tode angehörte. Erstmals gab er Ausstellungen außerhalb Berlins, so in Baden-Baden und Pforzheim 1937.  Im Zusammenhang mit seiner Einbeziehung in die Militärärztliche Akademie Berlin verließ er 1941 den Schuldienst. Er wurde Leiter für wissenschaftliche Zeichnungen am Tropenmedizinischen Institut dieser Akademie. Dieses Institut, Hans Johns Wohnung und sein Gesamtwerk wurden 1943 Opfer des Bombenhagels auf Berlin. Einige seiner Werke befanden sich in einem vom Verband Berliner Künstler organisierten Rettungstransport nach Posen.  Alle Bilder dieses Transports sind verschollen. Historiker vermuten sie in Russland.

## Werk

Porträt Emmi Fernau, 1950, Öl auf Karton, Künstler Hans John, Stadtarchiv Bad Nauheim

John übersiedelte 1943 nach Bad Nauheim. Nach amerikanischer Kriegsgefangenschaft erreichten ihn erste hochwertige Aufträge, so die Porträts der Familie des Fürsten Hohensolms-Lich. Seine Neigung und sein künstlerisches Streben galten vornehmlich der Malerei. Sie nimmt im Werk des Künstlers einen breiten Raum ein. Obwohl zur Porträtmalerei hervorragend begabt, malte Hans John vor allem die Landschaften Hessens, insbesondere die um Bad Nauheim herum.
In Bad Nauheim trat er als Entomologe und wissenschaftlicher Zeichner in die Dienste des Max-Planck-Instituts. 300 Veröffentlichungen von Neuentdeckungen geben Zeugnis von seiner wissenschaftlichen Arbeit.
Es entstanden Hunderte Zeichnungen von Käfern, Schmetterlingen und Insekten. Auch hier betrieb er wieder ein eigenes Atelier, das sich vieler Aufträge amerikanischer Besatzungsfamilien erfreute. Ausstellungen in Hessen wurden mit seinen Werken bestückt.
Seine große Käfersammlung übereignete er 1951 dem Britischen Museum, das damit Fehlbestände auffüllte. Sein wissenschaftlich angelegtes Herbarium mit 3.000 Pflanzen und Kartothek ging nach seinem Tode an die Verfügung der Senckenbergischen Naturforschenden Gesellschaft, deren korrespondierendes Mitglied er war. Seine entomologische Sammlung nebst Veröffentlichungen erwarb das Musée D’Histoire Naturelle in Lausanne noch zu seinen Lebzeiten.
An seinem neuen Wohnort trat er dem ‚Oberhessischen Künstlerbund‘ bei, dem er bis zu seinem Tode angehörte. Im Raum zwischen Gießen und Marburg gab es viele Ausstellungen seiner Werke, sogar nach seinem Tode.

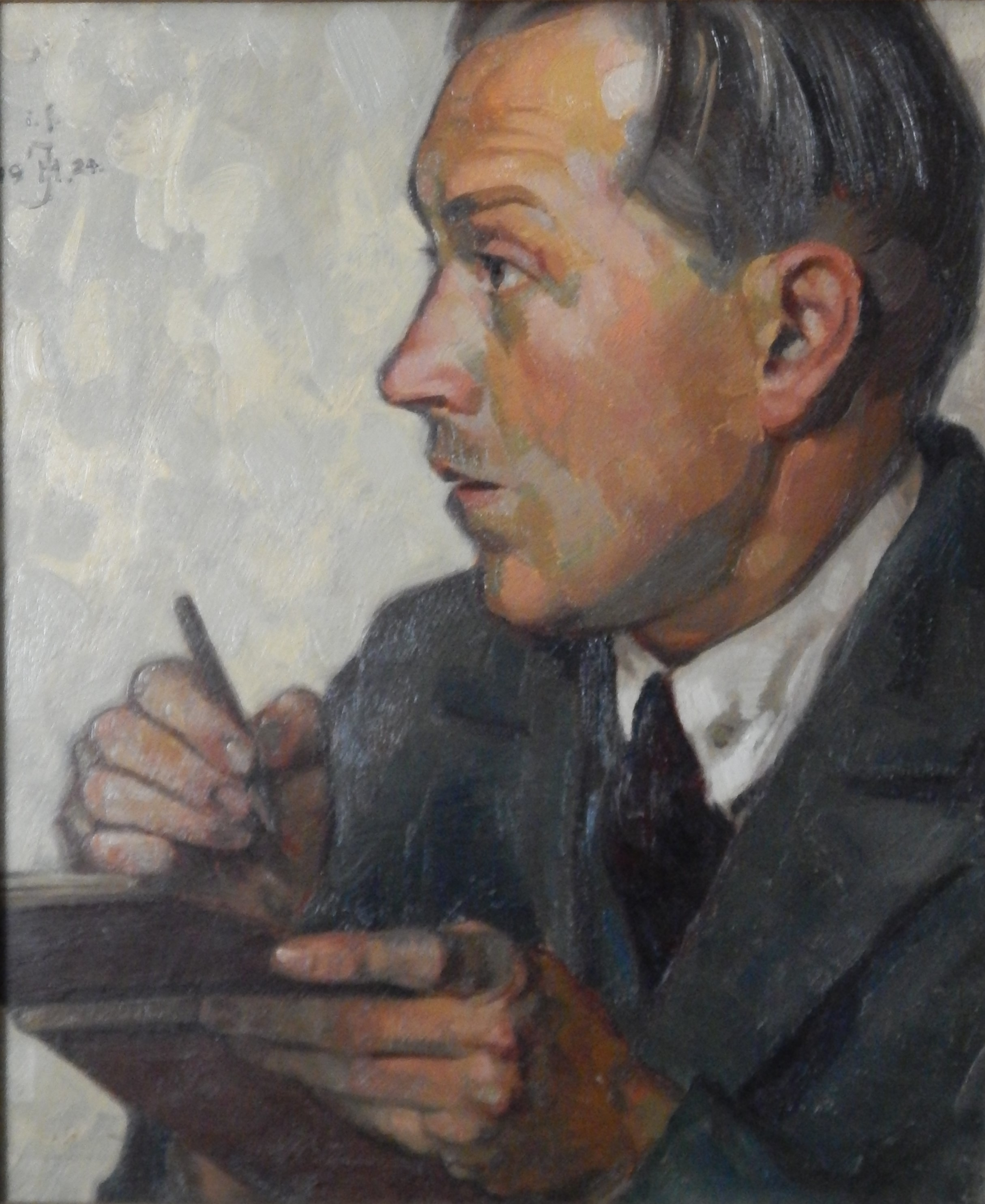
Selbstbildnis Hans John, 1924

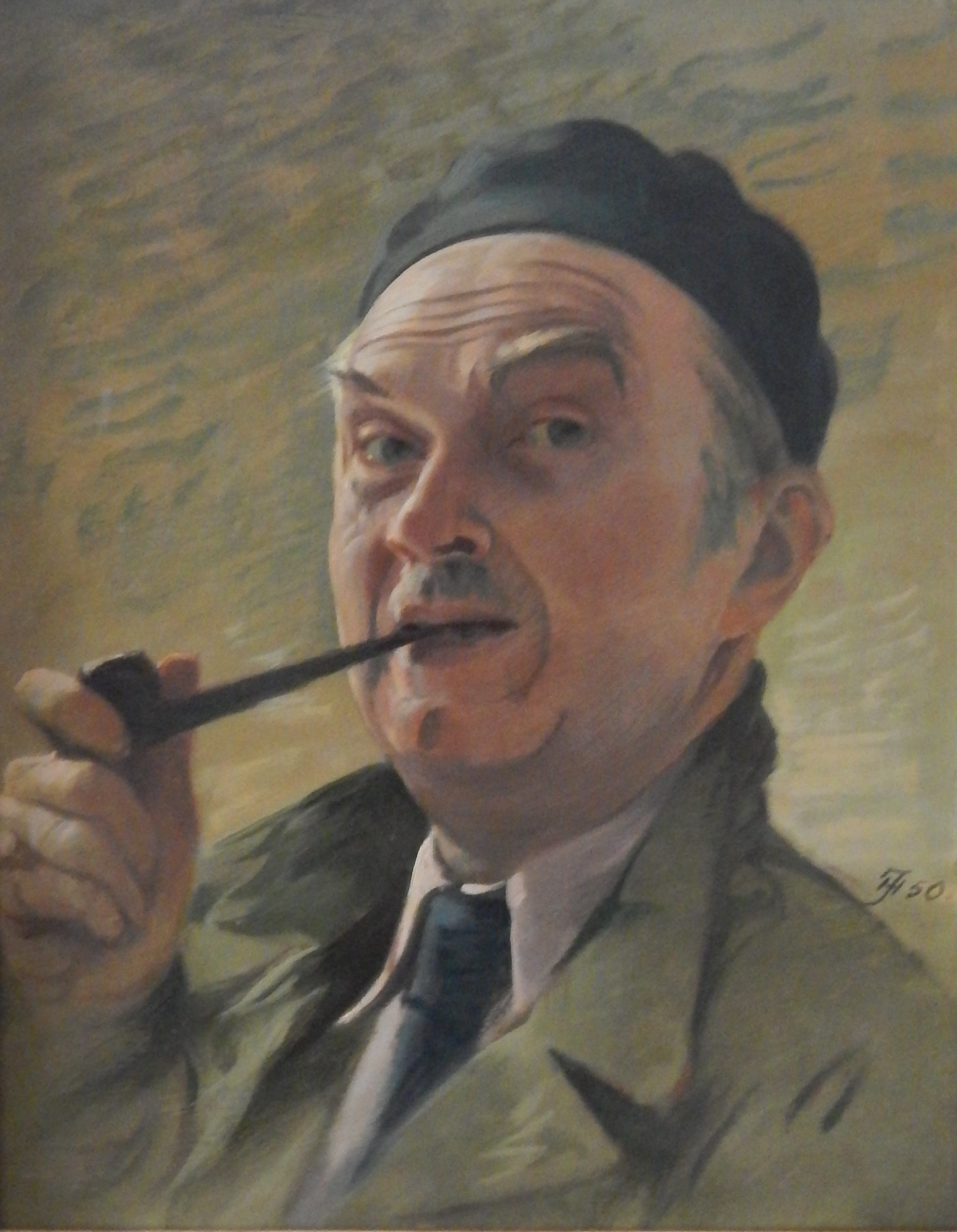
Selbstbildnis Hans John, 1950

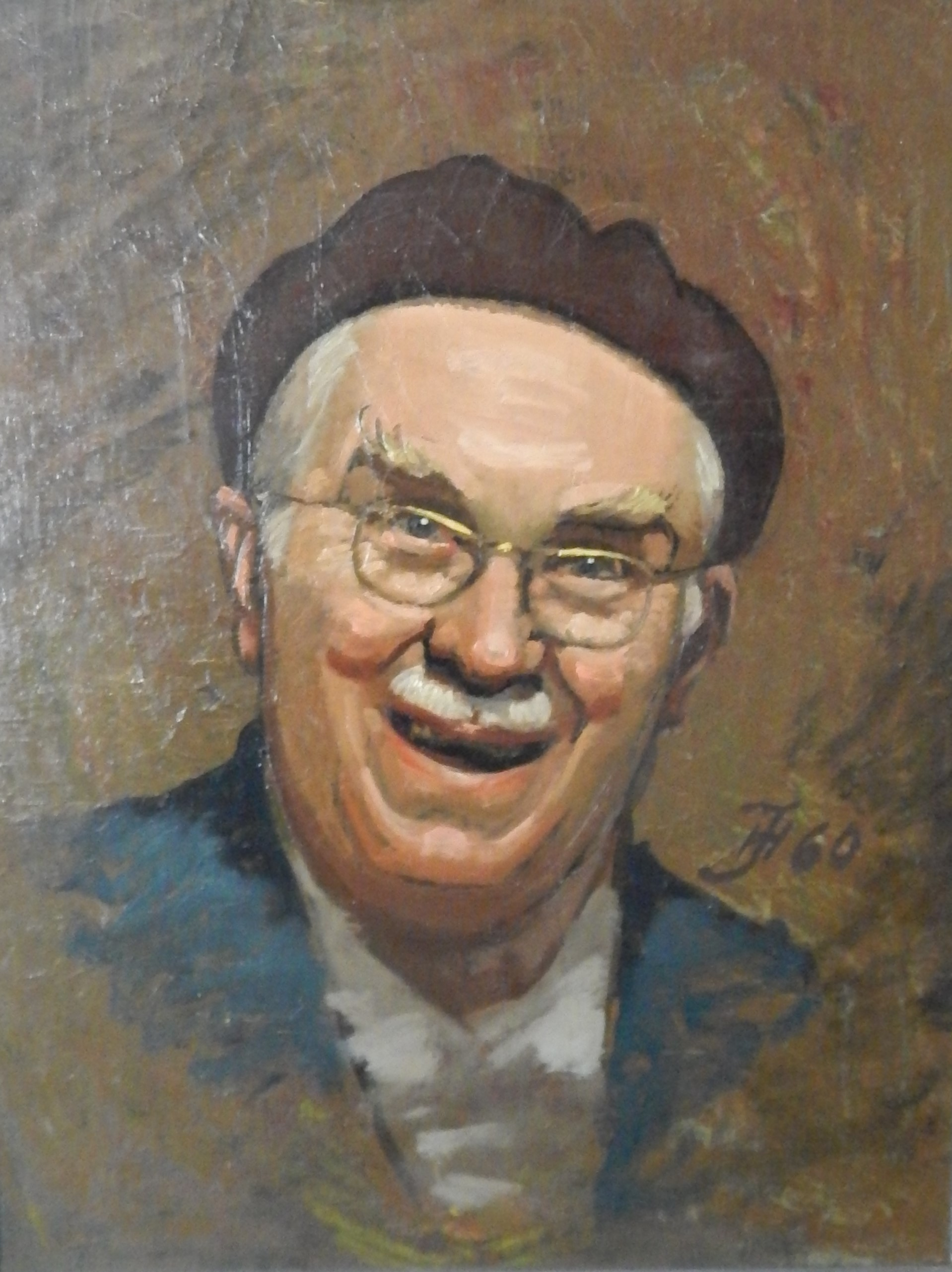
Selbstbildnis Hans John, 1960